# Yad Hanadiv
Yad Hanadiv (Rothschildova nadace) je filantropická nadace, řízená Jacobem 4. baronem Rothschildem. Yad Hanadiv se zaměřuje na 5 oblastí: vzdělání, životní prostředí, občanská společnost, akademici a arabská komunita. Majetek fondu byl v roce 2013 odhadován na 50 až 100 miliard USD. Stránky o činnosti této dobročinné organizace je možno nalézt na http://www.yadhanadiv.org.il/

## Příklady činnosti fondu
Fond každým rokem podporuje v Izraeli projekty ve výši desítek milionů USD. Yad Hanadiv se primárně podílí na rozsáhlých celoizraelských projektech, příkladem je stavba budov Knessetu a Nejvyššího soudu v Jeruzalémě, zřízení izraelské vzdělávací televize a dalších vzdělávacích iniciativ. Do roku 2011 nesměli příjemci jejích darů uvádět dárce. Poté nadace tuto politiku změnila.